# حسن نظریان
حسن نظریان مدرس، پژوهشگر، مورخ و نویسنده معاصر اهل نیشابور بود. او عضو هیئت مؤسسان نشریه صبح نیشابور، اولین نشریه محلی استان خراسان رضوی، و مجله بینالود از مجلات محلی نیشابور بوده. از او مقالات فراوان پژوهشی در خصوص تاریخ و فرهنگ نیشابور و تاریخ ادیان به چاپ رسیده‌است.
وی از رؤسا و بنیان‌گذاران بنیاد دایرة المعارف نیشابور، از نویسندگان کتاب فرهنگ جغرافیای تاریخی نیشابور، از طراحان اصلی ثبت روزهای ملی خیام و عطار و ثبت سالروز ورود علی بن موسی الرضا به نیشابور در تقویم ملی ایران بوده. آرامگاه وی اکنون در آرامگاه مشاهیر نیشابور واقع است.